# Enrique Sánchez Pascual
Enrique Sánchez Pascual   (Madrid, 8 d'agost de 1918 - Sant Pere de Ribes, 11 de març de 1996) va ser un escriptor, de poesia, novel·les, guions de còmic, va fer traduccions i obres de teatre. Va usar multitud de pseudònims, com Alan Starr, Alan Comet, W. Sampas, Alex Simmons, Law Space o Karl von Vereiter.

## Biografia
Enrique Sánchez Pascual va començar la carrera de Medicina. Durant la Guerra Civil, va militar en el bàndol republicà. En acabar la guerra, es va exiliar a França concretament a Palau del Vidre, vilatge Nord Català a la comarca del Rosselló, on es va casar i el 1945 va néixer el seu fill Enrique Sánchez Abulí.
Quan va tornar a Espanya, va complir condemna a la presó de Figueres. Va treballar com a representant farmacèutic.
En 1955 va fundar l'editorial "Mando". A partir de 1970 va dirigir l'agència de còmic "Comundi".

## Obra
| Any  | Títol                       | Pseudònim    | Dibuixant                  | Tipus                | Publicació                   |
| ---- | --------------------------- | ------------ | -------------------------- | -------------------- | ---------------------------- |
| 1950 | Hazañas Bélicas             | Alex Simmons | Vicente Farrés, Alan Doyer | sèrie                | Ediciones Toray              |
| 1955 | Meteor                      |              | Antequera                  | sèrie                | Meteor                       |
| 1955 | Vulcán, Capitán del Espacio |              |                            | sèrie                | Mando                        |
| 1960 | El Caballero Scaramosca     |              | Kito                       | Serie                | Fulgor                       |
| 1960 | Flako y Gordon              |              | Kito                       | Serie                | Fulgor                       |
| 196- | Donald Bell                 |              | Vicente Farrés             | Serie                | Hazañas Bélicas / Serie Roja |
| 1962 | Relatos de Guerra           |              |                            | sèrie                | Toray                        |
| 1963 | Laberinto                   | Alex Simmons | Armando Sánchez            | Historieta del sèrie | Brigada Secreta, núm. 10     |
| 1970 | Safari en África            |              | Antonio Borrell            | Serie                | Gran Pulgarcito              |

Literaria
| Any  | Títol                            | Pseudònim             | Sèrie                        | Editorial |
| ---- | -------------------------------- | --------------------- | ---------------------------- | --------- |
| 1955 | La rebelión de los hipogeos      | Alan Comet            | Robot                        |           |
| 1955 | La invasión de los electrófagos  | Alan Comet            | Robot                        |           |
| 1958 | Atentado en el tiempo            | Alan Comet, Law Space |                              |           |
| 1959 | Asesinato en Luna-Término        | Alan Comet, Law Space | Spacial International Police |           |
| 1959 | Chantaje S.A.                    | Alan Starr            | Spacial International Police |           |
| 1959 | Canales de sangre                | W. Sampas             | Spacial International Police |           |
| 1959 | Hombres sin alma                 | Alan Starr            | Spacial International Police |           |
| 1959 | Banda de telépatas               | W. Sampas             | Spacial International Police |           |
| 1959 | Arma secreta                     | Alan Starr            | Spacial International Police |           |
| 1966 | Memorias de un robot             | Alan Comet            |                              |           |
| 1966 | Polonia: la guerra relámpago     | Karl von Vereiter     |                              |           |
| 1966 | Noruega: la ruta del hierro      | Karl von Vereiter     |                              |           |
| 1967 | Francia: derrota en el Oeste     | Karl von Vereiter     |                              |           |
| 1970 | El camarada Kapo                 | Karl von Vereiter     |                              |           |
| 1973 | Yo fui médico del diablo         | Karl von Vereiter     |                              |           |
| 1974 | El ejército fantasma             | Karl von Vereiter     |                              |           |
| 1974 | Hurra, partisanos                | Karl von Vereiter     |                              |           |
| 1975 | Batallón Disciplinario           | Karl von Vereiter     |                              |           |
| 1975 | Las diabólicas de Hitler         | Karl von Vereiter     |                              |           |
| 1975 | Los médicos malditos de las SS   | Karl von Vereiter     |                              |           |
| 1976 | Los chacales de París            | Karl von Vereiter     |                              |           |
| 1976 | Las hienas de Ravensbruck        | Karl von Vereiter     |                              |           |
| 1976 | Los cachorros de Himmler         | Karl von Vereiter     |                              |           |
| 1976 | Burdel SS                        | Karl von Vereiter     |                              |           |
| 1977 | La locura de los cirujanos nazis | Karl von Vereiter     |                              |           |
| 1977 | El Ebro se tiñó de rojo          | Karl von Vereiter     |                              |           |
| 1977 | La cólera de los dioses nazis    | Karl von Vereiter     |                              |           |
| 1977 | Hitler nuestro jefe              | Karl von Vereiter     |                              |           |

## Premis
- 1984: Premi Internacional de relat curt "La Felguera" per l'home i el toro
- 1986: Premi Nacional Novel·la Curta Felix Urabayen pels botxins
- 1990: Premio Ateneu "Ciutat de Valladolid" de novel·la curta per la paparra
- 1996: Premi de poesia Elvira Castañón per la cantonada del temps